# Riccardo Scimeca
Pour les articles homonymes, voir Scimeca.
Felice Riccardo Scimeca (né le 13 juin 1975 à Royal Leamington Spa) est un ancien joueur anglais de football professionnel, qui a terminé sa carrière dans le club de Cardiff City.

## Carrière
Scimeca a commencé sa carrière à Aston Villa, en tant qu'attaquant. Il signe à Cardiff City en 2006. Le 17 décembre 2009, il annonce qu'il prend sa retraite, à la suite d'une blessure.